# 21 نوفمبر
- السبت
- الأحد
- الاثنين
- الثلاثاء
- الأربعاء
- الخميس
- الجمعة

- 110 جمادى الأولى 1447  هـ
- 211 جمادى الأولى 1447  هـ
- 312 جمادى الأولى 1447  هـ
- 413 جمادى الأولى 1447  هـ
- 514 جمادى الأولى 1447  هـ
- 615 جمادى الأولى 1447  هـ
- 716 جمادى الأولى 1447  هـ
- 817 جمادى الأولى 1447  هـ
- 918 جمادى الأولى 1447  هـ
- 1019 جمادى الأولى 1447  هـ
- 1120 جمادى الأولى 1447  هـ
- 1221 جمادى الأولى 1447  هـ
- 1322 جمادى الأولى 1447  هـ
- 1423 جمادى الأولى 1447  هـ
- 1524 جمادى الأولى 1447  هـ
- 1625 جمادى الأولى 1447  هـ
- 1726 جمادى الأولى 1447  هـ
- 1827 جمادى الأولى 1447  هـ
- 1928 جمادى الأولى 1447  هـ
- 2029 جمادى الأولى 1447  هـ
- 2130 جمادى الأولى 1447  هـ
- 221 جمادى الآخرة 1447  هـ
- 232 جمادى الآخرة 1447  هـ
- 243 جمادى الآخرة 1447  هـ
- 254 جمادى الآخرة 1447  هـ
- 265 جمادى الآخرة 1447  هـ
- 276 جمادى الآخرة 1447  هـ
- 287 جمادى الآخرة 1447  هـ
- 298 جمادى الآخرة 1447  هـ
- 309 جمادى الآخرة 1447  هـ
- 110 جمادى الآخرة 1447  هـ
- 211 جمادى الآخرة 1447  هـ
- 312 جمادى الآخرة 1447  هـ
- 413 جمادى الآخرة 1447  هـ
- 514 جمادى الآخرة 1447  هـ

21 نوفمبر أو 21 تشرين الثاني أو يوم 21 \ 11 (اليوم الحادي والعشرين من الشهر الحادي عشر) هو اليوم الخامس والعشرين بعد الثلاثمائة (325) من السنة، أو السادس والعشرين بعد الثلاثمائة (326) في السنوات الكبيسة، وفقًا للتقويم الميلادي الغربي (الغريغوري). يبقى بعده 40 يومًا على انتهاء السنة.

## أحداث
- 235 ـ البابا أنتيروس يعتلي كرسي البابوية خلفًا للبابا بونتيان، ليكون البابا التاسع عشر للكنيسة الكاثوليكية.
- 1248 - سقوط مدينة إشبيلية كبرى الحواضر الأندلسية في يد ملك مملكة قشتالة فرناندو الثالث.
- 1386 ـ تيمورلنك يستولي على مدينة تفليس عاصمة مملكة جورجيا ويأسر ملكها بغراط الخامس [الإنجليزية].
- 1789 - كارولاينا الشمالية تصادق على الدستور الأمريكي لتُصبح الولاية الثانية عشر في الولايات المُتحدة الأمريكية.
- 1877 - توماس إديسون يخترع آلة «الفونوغراف».
- 1931 - بناء أول كنيسة في الكويت وهي «كنيسة المسيح»، وكانت تقام بها صلوات باللغة الإنجليزية والعربية ومقرها بجوار مبنى المستشفى الأمريكاني.
- 1949 - الجمعية العامة للأمم المتحدة توافق على استقلال ليبيا مع وحدة أراضيها.
- 1991 - انتخاب المصري بطرس بطرس غالي أمينًا عامًا للأمم المتحدة لُيصبح أول أمين عام من دولة عربية.
- 1995 - التوقيع بالأحرف الأولى على «اتفاقية دايتون للسلام» والتي انتهى بموجبها الصراع المسلح الذي دار في البوسنة والهرسك بين عامي 1992 و 1995.
- 2006 - اغتيال وزير الصناعة اللبناني بيار أمين الجميل إثر تعرضه لإطلاق نار في «منطقة الجديدة».
- 2008 - مجلس الدوما الروسي يوافق على مد الفترة الرئاسية للرئيس من أربع سنوات إلى ستة سنوات.
- 2011 - الحكومة المصرية برئاسة عصام شرف تضع استقالتها بتصرف المجلس الأعلى للقوات المسلحة الحاكم وذلك على خلفية عودة الاعتصامات إلى ميدان التحرير وما يصاحبها من أعمال عنف من قبل القوات الأمنية بمحاولتها لفضها.
- 2013 - اندلاع مظاهرات الميدان الأوروبي في أوكرانيا اعتراضًا على تعليق الحكومة لتوقيع اتفاقية شراكة وتجارة حرة مع الاتحاد الأوروبي.
- 2017 - رئيس زيمبابوي روبرت موغابي يستقيل من منصبه بعد نحو ثلاثة عقود قضاها في هذا المنصب.
- 2019 - نادي ليفربول الإنجليزي يفوز بكأس العالم للأندية 2019 لأول مرة في تاريخه بعد تغلبه على نادي فلامينغو البرازيلي بنتيجة 1-0.
- 2022 - مقتل 162 شخصًا وإصابة 1083 آخرين على الأقل، إثر وقوع زلزال في جاوة الغربية، إندونيسيا.
- 2024 - المحكمة الجنائية الدولية تصدر مذكرات اعتقال ضد رئيس الوزراء الإسرائيلي بنيامين نتنياهو ووزير الدفاع السابق يوآف غالانت، بالإضافة إلى محمد الضيف، القائد العام لكتائب الشهيد عز الدين القسام.

## مواليد
- 1694 - فولتير، كاتب وفيلسوف فرنسي.
- 1853 - حسين كامل، سلطان مصر.
- 1898 - رينيه ماغريت، رسام بلجيكي.
- 1935 - فيروز، مطربة لبنانية.
- 1914 - عبد الكريم قاسم، أول رئيس وزراء للجمهورية العراقية.
- 1943 - فيل بريديسين، سياسي أمريكي.
- 1945 - غولدي هاون، ممثلة أمريكية.
- 1946 - قاسم الملاك، ممثل عراقي.
- 1948 - ميشال سليمان، رئيس الجمهورية اللبنانية الثاني عشر.
- 1958 - ديفيد رايفرز، ممثل جامايكي.
- 1963 - نيكوليت شريدان، ممثلة بريطانية.
- 1965 - ألكسندر صديق، ممثل إنجليزي.
- 1967 - كين بلوك، سائق راليات أمريكي.
- 1977 - برونو بيرنر، لاعب كرة قدم سويسري.
- 1978 - لوسيا جيمنيز، ممثلة إسبانية.
- 1979 - فينتشينزو ياكوينتا، لاعب كرة قدم إيطالي.
- 1981 - جوني ماغالون، لاعب كرة قدم مكسيكي.
- 1982 - آرتي شهابريا، ممثلة هندية.
- 1985 - خيسوس نافاس، لاعب كرة قدم إسباني.
- 1989
  - فابيان ديلف، لاعب كرة قدم إنجليزي.
  - علي البليهي، لاعب كرة قدم سعودي.
- 1990 - مصطفى زغبة، لاعب كرة قدم جزائري.

## وفيات
- 496 - غاليليوس الأول، بابا الكنيسة الرومانية الكاثوليكية.
- 1555 - جورجيوس أغريكولا، عالم معادن ألماني.
- 1579 - توماس غريشام، اقتصادي إنجليزي.
- 1695 - هنري برسل، موسيقي إنجليزي.
- 1811 - هاينريش فون كلايست، كاتب ألماني.
- 1916 - فرانتس يوزف الأول، إمبراطور النمساوية المجرية.
- 1935 - إبراهيم هنانو، زعيم وطني سوري وأحد قادة الثورة السورية الكبرى ضد الفرنسيين.
- 1970 - تشاندراسيخارا رامان، عالم فيزياء هندي حاصل على جائزة نوبل في الفيزياء عام 1930.
- 1975 - وجيه الخوري، کاتب وشاعر سوري.
- 1992 - كايسون فومفيهان، رئيس وزراء لاوس.
- 1993 - بيل بيكسبي، ممثل ومخرج أمريكي.
- 1995 - ليلى مراد، ممثلة ومغنية مصرية.
- 1996 - محمد عبد السلام، عالم فيزياء باكستاني حاصل على جائزة نوبل في الفيزياء عالم 1979.
- 2004 - مشهور بن سعود بن عبد العزيز آل سعود، أمير سعودي.
- 2006 - بيار أمين الجميل، سياسي لبناني.
- 2013 - أسامة عبد الرحمن، كاتب وشاعر سعودي.
- 2016 - يحيى الجمل، فقيه دستوري وسياسي مصري.
- 2021 - سهير البابلي، ممثلة مصرية.

## أعياد ومناسبات
- اليوم العالمي للتلفاز.
- عيد القوات المسلحة في بنغلاديش.

## وصلات خارجية
- وكالة الأنباء القطريَّة: حدث في مثل هذا اليوم.
- النيويورك تايمز: حدث في مثل هذا اليوم.
- BBC: حدث في مثل هذا اليوم.